# Jaime Forns
Jaime Forns Bargueñó, né le 12 mars 1939 à Barcelone, est un dessinateur de bande dessinée espagnol.

## Œuvre

### Publications françaises
- Sergent Guam, Impéria

159. Le Quatrième pouvoir, scénario d'Eugenio Sotillos, dessins de Jaime Forns, 1986
- Superboy, Impéria

382. L'Île du fou, scénario d'Eugenio Sotillos et Beà, dessins de Jaime Forns et Beà, 1981
388. Pouvoir magnétique, scénario d'Eugenio Sotillos et Beà, dessins de Jaime Forns et Beà, 1983
- Yataca, Aventures et Voyages, collection Mon journal

187. La Vallée de la mort blanche, dessins de Jaime Forns et Josep Subirats, 1984
188. Faux et usage de faux, dessins de Jaime Forns, 1984
190. Le Pays des hommes-lions, dessins de Jaime Forns, 1984
191. La Montagne des démons, dessins de Jaime Forns, 1984
192. Le Trésor du magicien, scénario de Ken Mennell, dessins de Francisco Solano López et Jaime Forns, 1984
194. Les Hommes sans nom, scénario de Ken Mennell, dessins de Francisco Solano López et Jaime Forns, 1984
195. Les Dieux fous, scénario de Ken Mennell, dessins de Francisco Solano López et Jaime Forns, 1984
196. Le Lion de neige, scénario de Ken Mennell, dessins de Francisco Solano López et Jaime Forns, 1984
198. Le dernier royaume, dessins de Jaime Forns, 1984
199. La Mort des rhinos, scénario de Jean Ollivier, dessins de Jaime Forns, 1985
200. Le Masque d'or, dessins de Jaime Forns, 1985
201. Le Tyran, scénario de Jean Ollivier, dessins de Jaime Forns, 1985
202. Les Trafiquants de mort, dessins de Jaime Forns, 1985
203. Drames dans les savanes, dessins de Jaime Forns, 1985

### Publications espagnoles
Jaime Forns a participé dans plusieurs périodiques de bande dessinée espagnols :
- Golondrina (Ricart, 1957)
- Grandes aventuras (Toray, 1985)
- Hazañas belicas (Toray, 1961)
- La Historieta (Ursus, 1980)
- Huron (Toray, 1967)
- Mari-Tere (Grafidea, 1956)
- Novelas famosas (Toray, 1976)
- Sentimental (Ricart, 1966)
- Sioux (Torau, 1964)
- Tex Norton (Bruguera, 1984)
- Zona de combate (Ursus, 1973)